# Vilém ze Saint-Pathus
Vilém ze Saint-Pathus (francouzsky  Guillaume de Saint-Pathus; 1250 Saint-Pathus - 1315) byl příslušník řádu františkánů a autor spisů o životě a zázracích svatého Ludvíka.
Byl vnukem Viléma z Barres a v letech 1277 až 1295 zastával místo zpovědníka francouzské královny Markéty. Po královnině skonu se stal zpovědníkem její dcery Blanky, ovdovělé vévodkyně z Cerdy a zřejmě po roce 1303 na její popud začal sepisovat své dílo, ve kterém čerpal z dnes již ztracených akt kanonizačního procesu krále Ludvíka.